# Motai Takeshi
Motai Takeshi (jap. 茂田井 武; * 29. September 1908 in der Präfektur Tokio, Japan; † 2. November 1956) war ein japanischer Buchillustrator.
Motai lernte Malerei am Taiheiyō-Gakai-Institut (太平洋画会研究所, taiheiyō gakai kenkyūjo). Von 1930 bis 1933 hielt er sich in Paris auf und traf dort auf Yamamoto Natsuhiko (山本夏彦; 1915–2002). Zurück in Japan, begann er, für die Zeitschrift Shin Seinen (新青年) Illustrationen anzufertigen.
Später begann er, Kinderbücher zu illustrieren. Zu seinen bekanntesten Arbeiten gehören seine Bilder zu Miyazawa Kenjis Serohiki no Gōshu, die 1956 in der Bilderbuchreihe Kodomo no Tomo beim Verlag Fukuin Kanshoten erschienen. Für sein Schaffen erhielt Motai 1954 den Shōgakukan Jidō Bunkashō (Shōgakukan-Kinder-Kulturpreis).